# Ondřej Synek
Ondřej Synek (Brandýs nad Labem, 13 oktober 1982) is een Tsjechisch roeier. Synek maakte zijn debuut met een elfde plaats in de dubbel-vier. Synek maakte zijn Olympische debuut met een vijfde plaats in de dubbel-twee tijdens de Olympische Zomerspelen 2004. Na afloop van de Olympische Zomerspelen 2004 maakte Synek de overstap naar de skiff. Vanaf de wereldkampioenschappen roeien 2005 eindigde Synek steeds op het podium tijdens de wereldkampioenschappen en de Olympische spelen. Synek won twee zilveren medailles en één bronzen medaille op de Olympische Zomerspelen. Synek werd wereldkampioen in 2010, 2013, 2014, 2015 en 2017 in de skiff.

## Resultaten

### Olympische Zomerspelen
| Jaar | Plaats         | Resultaten           |
| ---- | -------------- | -------------------- |
| 2004 | Athene         | 5e in de dubbel-twee |
| 2008 | Peking         | in de skiff          |
| 2012 | Londen         | in de skiff          |
| 2016 | Rio de Janeiro | in de skiff          |

### Wereldkampioenschappen roeien
| Jaar | Plaats              | Resultaten            |
| ---- | ------------------- | --------------------- |
| 2001 | Luzern              | 11e in de dubbel-vier |
| 2002 | Sevilla             | 5e in de dubbel-twee  |
| 2003 | Milaan              | in de dubbel-twee     |
| 2005 | Gifu                | in de skiff           |
| 2006 | Eton                | in de skiff           |
| 2007 | München             | in de skiff           |
| 2009 | Poznań              | in de skiff           |
| 2010 | Cambridge           | in de skiff           |
| 2011 | Bled                | in de skiff           |
| 2013 | Chungju             | in de skiff           |
| 2014 | Amsterdam           | in de skiff           |
| 2015 | Aiguebelette-le-Lac | in de skiff           |
| 2017 | Sarasota            | in de skiff           |
| 2018 | Plovdiv             | in de skiff           |

- Nationale Bibliotheek van Tsjechië: xx0206363
- Virtual International Authority File: 3883147553271053800000